# Parichehr Shahi
Parichehr Shahi (persisch پریچهر شاهی; * 12. April 2001) ist eine iranische Leichtathletin, die sich auf den Mittelstreckenlauf spezialisiert hat.

## Sportliche Laufbahn
Erste Erfahrungen bei internationalen Meisterschaften sammelte Parichehr Shahi im Jahr 2024, als sie bei den Hallenasienmeisterschaften in Teheran in 4:42,10 min den vierten Platz im 1500-Meter-Lauf belegte und über 3000 Meter mit 10:31,76 min auf Rang sechs gelangte.
2022 wurde Shahi iranische Meisterin im 1500-Meter-Lauf.

## Persönliche Bestzeiten
- 800 Meter: 2:15,70 min, 18. August 2023 in Teheran
- 1500 Meter: 4:32,69 min, 28. Juni 2022 in Gorgan
  - 1500 Meter (Halle): 4:35,54 min, 27. Februar 2022 in Istanbul
  - 3000 Meter (Halle): 9:48,16 min, 25. Februar 2022 in Istanbul